# Чип и Дейл: Спасителен отряд
„Чип и Дейл: Спасителен отряд“ (на английски: Chip 'n Dale Rescue Rangers) е американски анимационен сериал на компанията „Дисни“. Негови главни герои са катериците Чип и Дейл, с още трима приятели, като детективи.
Идеята стартира като двучасов самостоятелен телевизионен филм, „Спасителен отряд напред“ (Rescue Rangers: To the Rescue). Самият сериал се излъчва за първи път на 5 март 1989 г., често комбиниран в едночасово предаване с „Патешки истории“. Последният епизод е излъчен на 19 ноември 1990 г., като по това време сериалът е част оттогава популярното в САЩ предаване „Следобед на Дисни“ и продължава да се излъчва в него за още известно време.
Създадени са общо 65 епизода; първоначалният филм е разделен на пет половинчасови части (епизоди 14-18).

## Герои

### Добри герои
- Чип носи шапка тип „федора“ и пилотско яке. Той играе ролята на лидер на Спасителния отряд и прекарва свободното си време в четене на детективски книги. Представен е като отдаден на работата си и обикновено като сериозен и отговорен.
- Дейл носи хавайска риза. Въпреки че също е отдаден на работата си, той е представен като обичащ забавленията пакостлив шегобиец и като неотговорен. През повечето време той чете комикси и гледа научнофантастични филми и филми на ужасите.
- Рокфор е австралийски мишок, който има постоянна мания към сиренето и изпитва голям страх от котки. Рокфор среща Чип и Дейл за първи път на един кораб, където трябва да се справят с Ал Котконе и бандата му. Отначало им прави сечено на двете катерички, понеже са го ядосали, но щом разбира, че Ал Котконе им е общ враг, се съюзяват. Той се присъединява към тях заедно с приятеля си Зипър и изобретателката Трикси.
- Трикси (в оригинала - Гаджет, т..е Гайка) е млада женска мишка, която е механик и изобретател на Спасителния отряд. Тя е дъщеря на починал изобретател и летец, на име Гиго Бурмата, който е бил стар приятел на Рокфор. Тя се среща за първи път с Чип и Дейл в техния първи случай като Спасителен отряд и се присъединява към тях заедно с Рокфор и приятеля му Зипър, тъй като няма къде другаде да отиде след смъртта на баща си. И Чип, и Дейл са много привлечени от Трикси, но тя не забелязва това, защото е заета с изобретенията си през повечето време. Трикси е може би най-популярният герой от филма и има много фенове в Интернет.
- Мухата Зипър е помощник на Рокфор и талисман на Спасителния отряд. Зипър често се занимава с малките работи, с които останалите членове на Отряда не могат да се справят.

### Злодеи
- Ал Котконе е котка-престъпен бос. Той има четирима помощници – улична котка на име Мепс, гущер Брадатко, къртица, и плъх на име Зурльо, който се появява доста по-рядко в епизодите. Превъзхождайки ги всички тях значително по интелект, Ал Котконе често ги мъмри за техните глупости и бели, и е един от най-честите врагове на Спасителния отряд. Много обича риба, и диаманти, ненавижда кучетата. Въпреки че в началните епизоди е представен като домашен любимец на човек-престъпник (Олдрин Клордейн), в останалите епизоди той е независима котка.
- Професор Нортън Нимнъл е луд учен, работил за Олдрин Клордейн и другият най-чест враг на Спасителния отряд, които винаги провалят пъклените му планове. Нимнъл носи големи очила, има оранжеви коса и мустаци, и зловещ, пронизителен смях.
- Плъхотроне е друг престъпен бос - голям плъх

## Продукти, последвали сериала
По сериала създадени видеоигри за фирмата „Нинтендо“ от „Капком“. По-късно се появява и игра за PC.
Издадени са и 19 броя комикси „Чип и Дейл: Спасителен отряд“, които компанията Уолт Дисни издава сама, без да дава лиценз на друг издател.

## „Чип и Дейл: Спасителен отряд“ в България
Сериалът „Чип и Дейл: Спасителен отряд“ е озвучен на български и е излъчен по Канал 1 за първи път през 1992 г. в предаването „Уолт Дисни представя“. Повторен от БНТ в новото предаване на „Дисни“. Дублажът е спонсориран от Disney Character Voices International.
| Озвучаващи артисти            | Илиана Балийска (Чип) Никола Стефанов (Дейл) Николина Чонова (Трикси) Владимир Бонев (Рокфор) Даринка Митова Стефан Димитриев (Флаш,кучето чудо) Петър Евангелатов Петя Силянова Любомир Младенов (Ал Котконе) Румен Рачев Венета Зюмбюлева Калин Арсов (Професор Нимнъл) Елза Лалева |
| Песента изпълняват            | Цветан Владовски Владимир Тотев |
| Музикален режисьор            | Борис Карадимчев |
| Превод                        | Мариана Ралчева Копринка Червенкова |
| Адаптация                     | Димитрина Петкова |
| Редактор Ръководител на екипа | Венета Янкова |
| Тонрежисьор                   | Момчил Божков |
| Режисьор на дублажа           | Емил Цанев |
| Асистент-режисьор             | Светослав Кадинов |
| Организатор                   | Антон Маринов |
| Компютърни надписи            | Соня Пенкова |
| Монтаж                        | Христо Балевски Веселин Младенов |
| Директор на продукцията       | Красимира Миндова |
| Copyright                     | БНТ, 1992-1995 г. |

Комикси за Чип и Дейл са публикувани през 1992 – 1993 г. от издателство „Егмонт България“ в списание „Мики Маус“.